# اتاق مشترک بازرگانی ایران و کویت
اتاق بازرگانی مشترک ایران و کویت نهادی غیردولتی، غیرانتفاعی و غیرتجاری است که با هدف گسترش همکاری‌های اقتصادی، تجاری و سرمایه‌گذاری میان جمهوری اسلامی ایران و کشور کویت فعالیت می‌کند. این اتاق یکی از اتاق‌های مشترک تحت نظارت اتاق بازرگانی، صنایع، معادن و کشاورزی ایران است.

## تاریخچه
با توجه به جایگاه راهبردی کویت در منطقه خلیج فارس و سابقه روابط سنتی میان دو کشور، «اتاق ایران و کویت» در سال ۱۳۸۶ به‌طور حقوقی تأسیس شد و از سال ۱۳۹۸ فعالیت رسمی و اجرایی خود را آغاز کرد. این نهاد با هدف تسهیل در تجارت دوجانبه، توسعه صادرات، جذب سرمایه‌گذاری و ایجاد تعامل ساختارمند میان بخش خصوصی ایران و کویت تشکیل شده‌است.

## اهداف و مأموریت‌ها
- گسترش روابط اقتصادی، تجاری، صنعتی و خدماتی میان ایران و کویت
- ارائه اطلاعات بازار، تحلیل‌های اقتصادی، و بررسی قوانین صادرات و واردات
- برگزاری همایش‌ها، نشست‌های تجاری، نمایشگاه‌ها و اعزام هیئت‌های تخصصی
- پیگیری مشکلات فعالان اقتصادی و انتقال مطالبات به نهادهای ذی‌ربط
- داوری تجاری و حل‌وفصل اختلافات میان شرکت‌ها در قراردادهای بین‌المللی
- معرفی فرصت‌های سرمایه‌گذاری مشترک به سرمایه‌گذاران کویتی
- مشاوره حقوقی و بازرگانی در زمینه ثبت شرکت یا صادرات به کویت

## خدمات اعضا
- دسترسی به گزارش‌های تحلیلی بازار و شناسایی فرصت‌های سرمایه‌گذاری
- عضویت در نشست‌های تخصصی، جلسات B2B و مأموریت‌های تجاری
- دریافت خدمات مشاوره‌ای حقوقی، مالی و بازرگانی
- ثبت در بانک اطلاعات تجاری ایران-کویت
- دعوت به مجامع عمومی و نشست‌های مشورتی تخصصی

## فعالیت‌ها و دیدگاه‌ها
در سال ۱۴۰۴، رئیس اتاق، ابراهیم غلام‌زاده زنگنه، در گفتگو با رسانه‌هایی چون ایرنا، تسنیم، باشگاه خبرنگاران جوان و پایگاه خبری اتاق ایران بر موارد زیر تأکید کرده‌است:
- ایستادگی اقتصاد ایران با وجود تحریم‌ها و فشارهای خارجی
- لزوم تسهیل صدور ویزا و ایجاد مسیرهای مستقیم حمل‌ونقل میان دو کشور
- بازگشایی مسیر زمینی از طریق عراق به‌عنوان گزینه‌ای برای تسریع تجارت
- معرفی منطقه ویژه اقتصادی لامرد به‌عنوان قطب صادرات به کویت

## مدیریت
- رئیس هیئت‌مدیره: ابراهیم غلام‌زاده زنگنه
- نایب‌رئیس اول: هانی فیصلی
- نایب‌رئیس دوم: آرش نیک‌پی سالک‌ده
- خزانه‌دار: محمد خاکی
- عضو هیئت‌مدیره: امین فرطوسی
- دبیرکل: اباذر براری